# Piratul Jack cel Teribil
Piratul Jack cel teribil este un scurt desen animat din anii 1990. Desenul a fost creat de Bill Kopp și produs de Jeff DeGrandis care lucra înainte la un alt desen, Toonsylvania, un desen american transmis tot de Fox Kids. Premiera în România a fost în 1999, pe Fox Kids. La 01 ianuarie 2005, a fost mutat pe Jetix și difuzat până în 2007. În 2007, a fost mutat pe Jetix Play și difuzat pana cand a fost inchis Jetix Play,
Cel mai trăsnit pirat aflat vreodată pe mare, Piratul Jack cel teribil, și-a ridicat pânzele și a început să navigheze către ciudata și necunoscuta lume, numită și Dala, pentru a căuta aur, bijuterii și comori ascunse. Considerat o adevărată rușine pentru pirații profesioniști, Teribilul Jack, petrece cea mai mare parte a timpului său încercând să evite necazurile sau ieșind în cele mai ciudate moduri din situații extrem de complicate. Alături de el, în căutarea de comori ascunse este Snuk, un șobolan naiv, optimist din născare și foarte loial. Trecând de la un port la altul, în comica lor navă, Puiul de Mare, Jack și Snuk dau peste tot felul de împrejurimi bizare, cu climate periculoase și locuitori neobișnuiți. Dragoni de mare care explodează și vrăjitori nebuni, un crab fals numit Chuck și bulgări de zăpadă care tânjesc mereu după gheață sunt câteva dintre personajele pe care le veți întâlni împreună cu eroul nostru, de-a lungul fascinantelor sale călătorii.
În anul 2001, cand Disney a cumparat Fox Kids Worldwide, acesta a devenit proprietarul librariei Fox Kids, care include totodată conținutul de la Saban Entertainment. Însă conținutul nu este disponibil pe Disney+.